# Compagnia di Ostenda
La Compagnia di Ostenda (olandese: Oostendse Compagnie) era una compagnia commerciale privata fondata il 19 dicembre 1722 per commerciare con le Indie.
Il successo delle Compagnie delle Indie orientali olandese, britannica e francese condusse i mercanti e gli armatori di Ostenda nei Paesi Bassi austriaci a desiderare di stabilire relazioni commerciali dirette con le Indie.

## Descrizione
Il commercio da Ostenda a Mokha (nello Yemen), all'India, al Bengala e alla Cina iniziò nel 1715. Ad alcuni mercanti privati di Anversa, Gand e Ostenda furono concesse patenti per il commercio nelle Indie Orientali dal governo austriaco che aveva recentemente assunto il potere nei Paesi Bassi Meridionali. Tra il 1715 e il 1723, 34 navi salparono da Ostenda per la Cina, per la Costa del Malabar o la Costa del Coromandel, per Surat, per il Bengala o per Mokha.
Quelle spedizioni erano finanziate da diversi consorzi internazionali, composti da mercanti e banchieri fiamminghi, inglesi, olandesi e francesi. La reciproca rivalità fra di essi, tuttavia, condizionò pesantemente i profitti e ciò portò alla fondazione della Compagnia delle Indie Orientali di Ostenda, autorizzata con patente dall'imperatore austriaco nel dicembre 1722. Il capitale della compagnia venne fissato a 6 milioni di fiorini olandesi, composto di 6.000 azioni di 1.000 fiorini ciascuna. Esso venne fornito principalmente dai danarosi abitanti di Anversa e Gand. I dirigenti furono scelti tra i ricchi ed abili mercanti o banchieri che erano stati coinvolti nelle spedizioni private. La compagnia possedeva anche due filiali commerciali: Cabelon sulla Costa del Coromandel e Banquibazar nel Bengala.
Tra il 1724 e il 1732, furono inviati all'estero 21 vascelli della compagnia, principalmente a Canton in Cina e nel Bengala. Grazie alla crescita dei prezzi, alti profitti furono realizzati nel commercio con la Cina. Questo rappresentava una spina nel fianco per le più antiche compagnie rivali, come la VOC olandese, la EIC inglese e la CFT francese. Esse rifiutavano di riconoscere il diritto dell'imperatore austriaco di fondare una compagnia delle Indie Orientali nei Paesi Bassi Meridionali e consideravano gli Ostendesi degli intrusi. Furono dunque esercitate pressioni politiche internazionali sull'imperatore d'Austria, che alla fine capitolò. Nel maggio 1727 la patente della compagnia fu sospesa per sette anni e il 16 marzo 1731 il secondo trattato di Vienna ne ordinò la definitiva abolizione. La fiorente Compagnia di Ostenda era stata sacrificata agli interessi della dinastia austriaca. Fra il 1728 e il 1731 un piccolo numero di spedizioni illegali furono organizzate sotto bandiera prese a prestito, ma le ultimissime navi a salpare per la compagnia furono i due "vascelli del permesso" che partirono nel 1732 e che furono così soprannominati in quanto erano un'espressa concessione fatta nel secondo trattato di Vienna.